# Elezioni parlamentari in Georgia del 2024
Le elezioni parlamentari in Georgia del 2024 si sono tenute il 26 ottobre per il rinnovo del Parlamento, l’organo legislativo del paese.
Esse hanno sorprendentemente visto, in seguito ad una campagna elettorale particolarmente sentita ed addirittura ritenuta “esistenziale” per il paese nonché ad iniziali exit-poll contrastanti e apparentemente divergenti, la vittoria del partito al governo, Sogno Georgiano (KO-DS), che, sebbene in un contesto elettorale abbastanza dibattuto (che ha presto portato a proteste e contestazioni per presunti brogli elettorali, anche su spinta della stessa Presidente della Repubblica Salomé Zourabichvili), ha così confermato, avendo ottenuto da solo una maggioranza assoluta di ben 89 seggi, il proprio controllo del Parlamento e dell’esecutivo.
Successivamente, nonostante l’avvio di un riconteggio parziale e di un’indagine da parte della procura in risposta al sentito malcontento di piazza, tali risultati sono stati comunque definitivamente ratificati, portando così ad ulteriori e più forti sollevazioni e ad un boicottaggio dei lavori parlamentari da parte delle principali forze politiche d’opposizione.

## Sistema elettorale
A differenza delle precedenti elezioni, in seguito ad alcune modifiche costituzionali adottate il 26 settembre 2017, la legge elettorale in vigore per questa tornata prevede una serie di modifiche nell’assegnazione dei seggi, segnando così il passaggio del paese da un sistema elettorale misto a un sistema completamente proporzionale, corretto da una soglia di sbarramento del 5%, all’interno di un collegio unico nazionale.
In tal senso, il metodo di traduzione delle preferenze in seggi sarà comunque simile a quello utilizzato in passato, venendo basato su un quoziente specifico: per ogni partito, i voti ottenuti sono moltiplicati per 150 e poi divisi per la somma dei voti di tutti i partiti che hanno superato la soglia di sbarramento, determinando così il numero di seggi. Se, dopo aver effettuato questi calcoli, il numero totale di seggi distribuiti sarà ancora inferiore a 150, i seggi rimanenti verranno assegnati secondo il metodo dei più alti resti tra i partiti che hanno superato lo sbarramento.
Il 6 febbraio 2023, la Commissione elettorale centrale ha adottato un decreto che introduce un sistema elettronico per la registrazione e la votazione degli elettori nella maggior parte dei seggi elettorali.

## Principali formazioni politiche
Di seguito sono rappresentati i principali partiti che parteciperanno alle elezioni e i loro relativi leader:
| Leader | Leader | Leader                                                       | Partito |
| ------ | ------ | ------------------------------------------------------------ | --- |
|        |        | Irak'li K'obakhidze                                          | Sogno Georgiano - Sogno Georgiano - Potere Popolare                                                                                                   |
|        |        | Tina Bok'uchava                                              | Unità - Movimento Nazionale - Movimento Nazionale Unito - Costruttore di Strategie - Georgia Europea                                                  |
|        |        | Giorgi Gakharia                                              | Per la Georgia - Per la Georgia - Partito Conservatore di Georgia                                                                                     |
|        |        | Mamuk'a Khazaradze                                           | Georgia Forte - Prova per la Georgia - Cittadini - Per il Popolo - Piazza della Libertà                                                               |
|        |        | Iago Khvichia                                                | Nuovo Centro Politico - Pigna |
|        |        | Nik'a Gvaramia Nik'a Melia Zurab Japaridze Elene Khosht'aria | Coalizione per il Cambiamento - Ahali - Pigna - Più Libertà - È Ora! - Partito Repubblicano di Georgia                                                |
|        |        | Davit T'arkhan                                               | Alleanza dei Patrioti della Georgia - Alleanza dei Patrioti della Georgia - Movimento Conservatore - Idea Georgiana - Movimento Cristiano-Democratico |
|        |        | Shalva Natelashvili                                          | Partito Laburista Georgiano |

## Risultati
| Sogno Georgiano (KO-DS)                   | 1 120 053 | 53,93 | 89  |  |  |  |
| Coalizione Per il Cambiamento (KT)        | 229 161   | 11,03 | 19  |  |  |  |
| Unità - Movimento Nazionale (U-NM)        | 211 216   | 10,17 | 16  |  |  |  |
| Georgia Forte (DS)                        | 182 922   | 8,81  | 14  |  |  |  |
| Per la Georgia (GS)                       | 161 521   | 7,78  | 12  |  |  |  |
| Nuovo Centro Politico - Pigna (APT-G)     | 62 223    | 3,00  | —   |  |  |  |
| Alleanza dei Patrioti della Georgia (SPA) | 50 599    | 2,44  | —   |  |  |  |
| Partito Laburista Georgiano (SLP)         | 15 103    | 0,73  | —   |  |  |  |
| Altri (<0,60%)                            | 43 981    | 2,12  | —   |  |  |  |
| Totale                                    | 2 076 779 | 100   | 150 |  |  |  |
|                                           |           |       |     |  |  |  |
| Voti non validi                           | 35 055    | 1,66  |     |  |  |  |
| Votanti                                   | 2 111 834 | 60,20 |     |  |  |  |
| Elettori                                  | 3 508 294 |       |     |  |  |  |